# Roman Haider
Roman Haider est un homme politique autrichien né le 13 avril 1967, membre du Parti de la liberté d'Autriche (FPÖ). Il est député européen depuis 2019.